# Psykologism
Psykologism, från grekiskans ψυχή, psyche ("medvetande" eller "själ"), λόγος, logos ("lära" eller "kunskap om") och ismus ("egenskap" eller "lära"), avser tolkning och förklaring av fenomen utanför psykologins domän med psykologins termer och förklaringsmodeller.
Inom filosofi är psykologism uppfattningen att logikens och matematikens lagar är en effekt av lagar för människans tänkande, och att psykologiska tekniker kan appliceras på traditionella filosofiska problem. Uppfattningen kontrasteras mot antipsykologism (logisk positivism), som är den kunskapsteoretiska uppfattningen att logisk sanning existerar oberoende av mänskliga idéer. 
Inom samhällsvetenskap utgör psykologism uppfattningen att alla samhällsstrukturer och sociala företeelser på gruppnivå ska kunna förklaras med psykologiska principer som gäller individen, jämförbar med metodologisk individualism.